# Olympische Sommerspiele 2000/Teilnehmer (Kamerun)
| Gelbes Symbol für Goldmedaillen mit stilisierten Olympischen Ringen | Graues Symbol für Silbermedaillen mit stilisierten Olympischen Ringen | Braundes Symbol für Bronzemedaillen mit stilisierten Olympischen Ringen |
| ------------------------------------------------------------------- | --------------------------------------------------------------------- | ----------------------------------------------------------------------- |
| 1                                                                   | —                                                                     | —                                                                       |

Kamerun nahm bei den Olympischen Sommerspielen 2000 in der australischen Metropole Sydney mit 34 Athleten teil.
Für das afrikanische Land war es seit 1964 die zehnte Teilnahme an Olympischen Sommerspielen.

## Flaggenträger
Cécile Ngambi trug die Flagge Kameruns während der Eröffnungsfeier im Stadium Australia.

## Medaillengewinner
Mit einer gewonnenen Goldmedaille belegte das Team Kameruns Platz 50 im Medaillenspiegel.

### Gold
| Name                                   | Sportart | Wettkampf |
| -------------------------------------- | -------- | --------- |
| Kamerunische Fußballnationalmannschaft | Fußball  | Fußball   |

## Teilnehmer

### Boxen
Männer
- Ngoudjo Herman
Bantamgewicht: Niederlage gegen Taalaibek Kadiraliev (nicht für die nächste Runde qualifiziert)
- Sakio Bika Mbah
Halbmittelgewicht: Niederlage gegen Scott MacIntosh (nicht für die nächste Runde qualifiziert)

### Fußball
Männer
- Fußballnationalmannschaft: Patrice Abanda, Nicolas Alnoudji, Clément Beaud, Daniel Bekono, Serge Branco, Joël Epalle, Lauren Etame Mayer, Samuel Eto’o, Idriss Carlos Kameni, Modeste M’Bami, Patrick M’Boma, Albert Meyong, Serge Mimpo, Daniel Ngom Kome, Aaron Nguimbat, Geremi Njitap, Patrick Suffo, Pierre Womé

- 2:2 n. V.; 5:3 n. E. im Finale gegen Spanien ()

### Leichtathletik
Frauen
- Myriam Léonie Mani
100 m: 11,24 s (erste Runde); 11,23 s (zweite Runde); 11,40 s (Halbfinale, nicht für die nächste Runde qualifiziert)
200 m: 22,68 s (erste Runde); 22,88 s (zweite Runde); 23,47 s (Halbfinale, nicht für die nächste Runde qualifiziert)
- Claudine Komgang
400 m: 51,74 s (erste Runde); 51,57 s (zweite Runde, nicht für die nächste Runde qualifiziert)
- Mireille Nguimgo
400 m: 51,88 s (erste Runde); 51,08 s (zweite Runde); 52,03 s (Halbfinale, nicht für die nächste Runde qualifiziert)
- Carine Eyenga, Françoise Mbango, Anne Marie Mouri, Esther Mvondo
4 × 100 m Staffel: 45,82 s (nicht für die nächste Runde qualifiziert)
- Françoise Mbango
Weitsprung: Did not start (nicht für die nächste Runde qualifiziert)
Dreisprung: 14,13 s (Qualifikation); 13,51 s (Finale, 10. Platz)